# نریوسنگ (موبد زرتشتی)
نریوسنگ (به انگلیسی: Neryosangh Dhaval)، یک موبد زرتشتی از جامعه پارسیان هند بود که در حدود قرن دوازدهم می‌زیست و یسنا را از خط پهلوی به سانسکریت ترجمه کرد.
مارتینا پالادینو در مورد ترجمه او می‌نویسد: الگوی ترجمه نریوسنگ نسخه پهلوی یسنا بود. متن پهلوی که او استفاده می‌کرد با متنی که امروز داریم یکسان نبود، به ویژه نه در مورد بخش‌هایی از متن و واژه‌ها. گاهی نریوسنگ تصمیم می‌گرفت به جای آن از نسخه اوستایی پیروی کند، اما در برخی بخش‌ها، ترجمه سانسکریت با اصل اوستایی کاملاً متفاوت است، زیرا نویسنده گجراتی نسخه پهلوی را کاملاً درک نکرده است یا متن را به صورت تحت‌اللفظی بیان کرده و نحو سانسکریت را قربانی کرده و در برخی موارد معنای برخی جملات را تغییر داده است.
احتمالاً مهم‌ترین هدف در میان پارسی‌ها حفظ و انتقال سنت بوده است و صحت ترجمه‌ها و دانش زبان‌های نقلی در رتبه دوم قرار می‌گیرد. نریوسنگ سعی می‌کند حتی از منظر نحوی به متن اصلی خود (یعنی نسخه پهلوی) پایبند باشد. ترتیب کلمات تا حد امکان به پهلوی نزدیک است، بدون توجه به اینکه برخی از انتخابهای او خلاف قواعد نحو سانسکریت است.